# 2004 no desporto

## Agenda

### Abril
- 4 de abril - Michael Schumacher vence na estreia do Grande Prêmio do Barém de Fórmula 1. É a primeira prova no Oriente Médio.[1]
- 18 de abril - São Caetano vence o Paulista por 2 a 0 no Pacaembu e conquista pela primeira vez o Campeonato Paulista de Futebol. No jogo de ida, o azulão venceu por 3 a 1 também no Pacaembu.

### Maio
- 26 de maio - O Porto vence o Monaco por 3 a 0, no estádio Veltins-Arena, na cidade alemã de Gelsenkirchen, sagrando-se campeão da Liga dos Campeões da Europa pela segunda vez.

### Junho
- 12 de junho - Início do Campeonato Europeu de Futebol em Portugal.
- 21 de junho - A tenista Maria Sharapova conquista o torneio de Wimbledon pela 1ª vez na sua carreira.
- 30 de junho - O Santo André torna-se campeão da Copa do Brasil ao vencer o Flamengo, por 2 a 0, em pleno Maracanã. No jogo de ida, o Ramalhão empatou em 2 a 2 no Palestra Itália, em São Paulo.

### Julho
- 1 de julho - O Once Caldas vence o Boca Juniors por 2 a 0 nas cobranças de penalidades (1 a 1 no tempo normal) e se tornou campeão pela primeira vez na Copa Libertadores da América. É o segundo título da Colômbia na competição.
- 4 de julho - Grécia venceu Portugal por 1 a 0 e foi campeã pela primeira vez na Eurocopa.

### Agosto
- 12 de agosto - O Botafogo de Futebol e Regatas comemora 100 anos de futebol.
- 13 de agosto - Abertura dos Jogos da XXVIII Olimpíada em Atenas - Grécia.
- 27 de agosto - A Argentina vence os Estados Unidos por 89 a 81 e disputa pela primeira vez a final olímpica de basquetebol masculino.[2]
- 28 de agosto - A Argentina vence a Itália por 84 a 69 e conquista pela primeira vez o ouro olímpico no basquetebol masculino.[3]
  - A Argentina vence o Paraguai por 1 a 0 e conquista a inédita medalha de ouro olímpica no futebol masculino.[4][5]
- 29 de agosto - Encerramento dos Jogos da XXVIII Olimpíada em Atenas - Grécia.
  - Michael Schumacher é campeão mundial de Fórmula 1 com o 2º lugar no GP da Bélgica. É o sétimo e último título do piloto alemão.

### Setembro
- 26 de setembro - Rubens Barrichello vence a primeira edição do GP da China de Fórmula 1.

### Novembro
- 11 de novembro - O jogador Romário faz seu último jogo na seleção brasileira de futebol.
- 25 de novembro - Fundação do São Carlos Futebol Clube em São Carlos.
- 28 de novembro - Grêmio empatou com Atlético Paranaense por 3 a 3, e é o primeiro clube rebaixado no Brasileiro de 2004. É o segundo rebaixamento do tricolor gaúcho.[6]

### Dezembro
- 12 de dezembro - Porto vence o Once Caldas, nas cobranças de penalidades por 8 a 7 (0 a 0 no tempo normal e na prorrogação), após o nulo se ter verificado no final do jogo. É o segundo título dos Dragões e esse foi o último Mundial Interclubes.[7]
- 17 de dezembro - O Boca Juniors vence o Bolívar em Buenos Aires por 2 a 0 e torna-se campeão da Copa Sul-Americana pela primeira vez. No jogo de ida, o Xeneizes perdeu por 1 a 0 em La Paz.
- 19 de dezembro - O Santos torna-se campeão brasileiro de futebol ao vencer o Vasco por 2 a 1 (Ricardinho, Elano) na cidade de São José do Rio Preto.
- 20 de Dezembro - É fundado o São Bernardo Futebol Clube

## Nascimentos
| Data           | Nome                   | Profissão                | Nacionalidade         | Observações | Ref |
| -------------- | ---------------------- | ------------------------ | --------------------- | ----------- | --- |
| 6 de janeiro   | Roméo Lavia            | Futebolista              | Bélgica               |             |     |
| 13 de Janeiro  | Ou Yushan              | Ginasta                  | China                 |             |     |
| 15 de janeiro  | Emre Demir             | Futebolista              | Turquia               |             |     |
| 16 de janeiro  | Agustín Giay           | Futebolista              | Argentina             |             |     |
| 19 de Janeiro  | Dino Beganovic         | Automobilista            | Suécia                |             |     |
| 19 de Janeiro  | Sofia Raffaeli         | Ginasta                  | Itália                |             |     |
| 19 de Janeiro  | Arina Fedorovtseva     | Vôleibolista             | Rússia                |             |     |
| 20 de Janeiro  | Burak Ince             | Futebolista              | Turquia               |             |     |
| 22 de Janeiro  | Julio Enciso           | Futebolista              | Paraguai              |             |     |
| 3 de fevereiro | Tomás Avilés           | futebolista              | Argentina             |             |     |
| 4 de fevereiro | Paul Aron              | Automobilista            | Estónia               |             |     |
| 1 de março     | Erick Marcus           | Futebolista              | Brasil                |             |     |
| 3 de março     | Matheus Nascimento     | Futebolista              | Brasil                |             |     |
| 3 de março     | Hugo Félix             | futebolista              | Portugal              |             |     |
| 8 de março     | Freya Colbert          | Nadadora                 | Inglaterra            |             |     |
| 8 de março     | Issahaku Fatawu        | Futebolista              | Gana                  |             |     |
| 11 de março    | Henrique Marques       | Taekwondo                | Brasil                |             |     |
| 13 de março    | Coco Gauff             | Tenista                  | Estados Unidos        |             |     |
| 15 de março    | Renan Correa           | Velocista                | Brasil                |             |     |
| 23 de março    | Asher Hong             | Ginasta                  | Estados Unidos        |             |     |
| 25 de março    | Lukas Bergmann         | Vôleibolista             | Brasil                |             |     |
| 28 de março    | Anna Shcherbakova      | Patinadora Artística     | Rússia                |             |     |
| 2 de abril     | Mollie O'Callaghan     | Nadadora                 | Austrália             |             |     |
| 7 de abril     | Ana Cristina           | Vôleibolista             | Brasil                |             |     |
| 10 de abril    | Savinho                | Futebolista              | Brasil                |             |     |
| 12 de abril    | An San                 | Arqueira                 | Coréia do Sul         |             |     |
| 13 de abril    | Mari Boya              | Automobilista            | Espanha               |             |     |
| 17 de abril    | Diogo Spencer          | futebolista              | Portugal              |             |     |
| 23 de abril    | Fred Richard           | Ginasta                  | Estados Unidos        |             |     |
| 28 de abril    | Noah Allen             | Futebolista              | Estados Unidos Grécia |             |     |
| 30 de abril    | Julius Hoffmann        | Futebolista              | Alemanha              |             |     |
| 3 de maio      | Andrey Santos          | Futebolista              | Brasil                |             |     |
| 5 de maio      | Samu Aghehowa          | Futebolista              | Espanha               |             |     |
| 7 de maio      | Luana Silva            | Surfista                 | Brasil                |             |     |
| 22 de maio     | Erik Erlandsson        | Velocista                | Suécia                |             |     |
| 27 de maio     | You Young              | Patinadora Artística     | Coréia do Sul         |             |     |
| 5 de junho     | Maria Clara Augusto    | Atleta Paralímpica       | Brasil                |             |     |
| 14 de junho    | Chloe Chambers         | Automobilista            | Estados Unidos        |             |     |
| 15 de junho    | Jewison Bennette       | Futebolista              | Costa Rica            |             |     |
| 23 de junho    | Alexandra Trusova      | Patinadora Artística     | Rússia                |             |     |
| 1 de julho     | Alejandro Garnacho     | Futebolista              | Argentina             |             |     |
| 23 de julho    | Stefano Belotti        | Mergulhador              | Itália                |             |     |
| 27 de julho    | Aleksandra Uzelac      | Voleibolista             | Sérvia                |             |     |
| 4 de agosto    | Cordano Russell        | Skatista                 | Canadá                |             |     |
| 4 de agosto    | Pan Zhanle             | Nadador                  | China                 |             |     |
| 5 de agosto    | Gavi                   | Futebolista              | Espanha               |             |     |
| 9 de agosto    | Eguinaldo              | Futebolista              | Brasil                |             |     |
| 15 de Setembro | David Popovici         | Nadador                  | Roménia               |             |     |
| 15 de Setembro | Garang Kuol            | Futebolista              | Austrália             |             |     |
| 20 de Setembro | Stephanie Balduccini   | Nadadora                 | Brasil                |             |     |
| 22 de agosto   | Priscila Flor da Silva | Futebolista              | Brasil                |             |     |
| 23 de Setembro | Juliana Viana Vieira   | Badmínton                | Brasil                |             |     |
| 25 de Setembro | Jacob Whittle          | Nadador                  | Inglaterra            |             |     |
| 27 de Setembro | João Neves             | futebolista              | Portugal              |             |     |
| 28 de Setembro | Isack Hadjar           | Piloto                   | França                |             |     |
| 14 de outubro  | Gabriel Bortoleto      | Automobilista            | Brasil                |             |     |
| 14 de outubro  | Oliver Goethe          | Automobilista            | Inglaterra            |             |     |
| 31 de outubro  | Mana Kawabe            | Patinadora Artística     | Japão                 |             |     |
| 7 de novembro  | Matteo Giubellini      | Ginasta                  | Suíça                 |             |     |
| 9 de novembro  | Michel Augusto         | Judoca                   | Brasil                |             |     |
| 12 de novembro | Francesco Pizzi        | Automobilista            | Itália                |             |     |
| 20 de novembro | Youssoufa Moukoko      | Futebolista              | Alemanha              |             |     |
| 21 de Novembro | Eduarda Ribera         | esquiadora cross-country | Brasil                |             |     |
| 21 de Novembro | Rico Lewis             | Futebolista              | Inglaterra            |             |     |
| 3 de Dezembro  | Leonardo Fornaroli     | Automobilista            | Itália                |             |     |
| 4 de Dezembro  | Sheng Lihao            | Atirador                 | China                 |             |     |

## Mortes
| Data            | Nome                        | Profissão            | Nacionalidade  | Observações | Ref    |
| --------------- | --------------------------- | -------------------- | -------------- | ----------- | ------ |
| 24 de janeiro   | Leônidas da Silva           | futebolista          | Brasil         | n. 1913     | [ 8 ]  |
| 25 de janeiro   | Miklos Féher                | futebolista          | Hungria        | n. 1979     | [ 9 ]  |
| 25 de janeiro   | Fanny Blankers-Koen         | atleta, velocista    | Países Baixos  | n. 1918     |        |
| 11 de fevereiro | Shirley Strickland          | atleta               | Austrália      | n. 1925     |        |
| 14 de fevereiro | Marco Pantani               | ciclista             | Itália         | n. 1970     |        |
| 25 de junho     | Karol Kennedy               | patinadora artística | Estados Unidos | n. 1932     |        |
| 7 de agosto     | Manuel Faria                | atleta               | Portugal       | n. 1930     |        |
| 27 de outubro   | Serginho                    | futebolista          | Brasil         | n. 1974     | [ 10 ] |
| 29 de outubro   | Jacinto João                | futebolista          | Portugal       | n. 1944     |        |
| 5 de dezembro   | Cristiano S. de Lima Júnior | futebolista          | Brasil         | n. 1979     |        |